# Бердиєв Хакім Ешбайович
Хакім Ешбайович Бердиєв (10 травня 1938, село Тупар, тепер Шерабадського району Сурхандар'їнської області, Узбекистан) — радянський узбецький діяч, хокім Сурхандар'їнської області, 1-й секретар Сурхандар'їнського обласного комітету КП Узбекистану. Депутат Верховної ради Узбецької РСР, народний депутат Узбецької РСР. Член ЦК КПРС у 1990—1991 роках.

## Життєпис
У 1960 році закінчив Середньоазіатський політехнічний інститут, інженер-механізатор.
У 1960—1962 роках — головний інженер колгоспів імені ХХІІ партз'їзду та імені Леніна Сурхандар'їнської області.
Член КПРС з 1962 року.
У 1962—1963 роках — головний інженер, керуючий Шерабадського районного об'єднання «Узсільгосптехніка» Сурхандар'їнської області.
У 1963—1969 роках — головний інженер-механізатор Шерабадського районного управління сільського господарства Сурхандар'їнської області; 1-й заступник голови, голова Сурхандар'їнського обласного об'єднання «Узсільгосптехніка».
У 1969—1975 роках — 1-й секретар Гагарінського районного комітету КП Узбекистану Сурхандар'їнської області.
У 1975—1980 роках — начальник Сурхандар'їнського обласного управління сільського господарства.
У 1976 році закінчив Заочну Вищу партійну школу при ЦК КПРС.
У 1980—1985 роках — заступник голови виконавчого комітету Сурхандар'їнської обласної ради народних депутатів; начальник Сурхандар'їнського обласного управління сільського господарства; заступник голови виконавчого комітету Сурхандар'їнської обласної ради народних депутатів — голова Сурхандар'їнської обласної планової комісії.
У 1985—1987 роках — 1-й секретар Шерабадського районного комітету КП Узбекистану Сурхандар'їнської області.
У 1987 — грудень 1989 року — голова виконавчого комітету Сурхандар'їнської обласної ради народних депутатів.
2 грудня 1989 — 14 вересня 1991 року — 1-й секретар Сурхандар'їнського обласного комітету КП Узбекистану.
Одночасно, з березня 1990 по лютий 1992 року — голова Сурхандар'їнської обласної ради народних депутатів.
24 лютого 1992 — 15 квітня 1993 року — хокім Сурхандар'їнської області.
З 15 квітня 1993 року — хокім Шерабадського району Сурхандар'їнської області.
Подальша доля невідома.

## Нагороди
- орден Жовтневої Революції (8.12.1973)
- орден Трудового Червоного Прапора (1971, 27.12.1976, 4.03.1980)
- медалі